# Sbordoniola gianassoi
Sbordoniola gianassoi es una especie de escarabajo del género Sbordoniola, familia Leiodidae. Fue descrita por Pier Mauro Giachino en 2003. Se encuentra en Irán.